# Playstation Control Pad
Playstation Control Pad var den första spelkontrollen som släpptes av Sony Computer Entertainment till dess spelkonsol Playstation. Originalversionen (modell SCPH-1010) släpptes tillsammans med konsolen den 3 december 1994.
Kontrollens design baserades på kontrollen till Nintendos Super Nintendo Entertainment System men med ett antal förändringar. Bland dessa lade Sony till ett andra par axelknappar för pekfingrarna. Syftet med detta var att underlätta för navigering i 3D-miljöer som de som Playstation var designad för att kunna generera. Tanken var att användaren kunde använda knapparna för att förflytta sig i djupet. Som kompensation för det försämrade greppet om kontrollen lade man till två grepphandtag. En annan förändring var att styrkorset var brutet till fyra separata knappar.
Genom att använda sig av enkla geometriska former (, , , ) istället för bokstäver eller siffror etablerade Sony en design som kom att definiera Playstations varumärke. I en intervju med Teiyu Goto, formgivare av kontrollen, förklarar han vad symbolerna betyder. Cirkeln och krysset representerar ja och nej, triangeln symboliserar en synvinkel och fyrkanten symboliserar ett papper vars syfte är att öppna menyer.
Den 2 april 1996 släppte Sony en reviderad version av handkontrollen (modell SCPH-1080) som hade en längre sladd med en ferritkärna. Efter att ha sålt Dual Analog Controller i några månader under 1997 började Sony fasa ut dessa i samband med introduktionen av DualShock som skulle komma att bli den nya standardkontrollen för Playstation.